# Công nhận các cặp cùng giới ở Nhật Bản
Hôn nhân cùng giới không được công nhận tại Nhật Bản. Kể từ năm 2018, 9 thành phố và phường thành phố hợp pháp hóa quan hệ bạn đời cùng giới, cung cấp một số lợi ích của hôn nhân. Ngoài ra, đăng ký hộ gia đình koseki (tiếng Nhật: 戸籍) cho phép một số quyền hợp pháp tiếp theo. Hầu hết các cuộc thăm dò được thực hiện từ năm 2013 đã phát hiện ra rằng một phần lớn người dân Nhật Bản ủng hộ việc hợp pháp hóa hôn nhân hoặc kết hợp dân sự.

## Giấy chứng nhận kết hôn

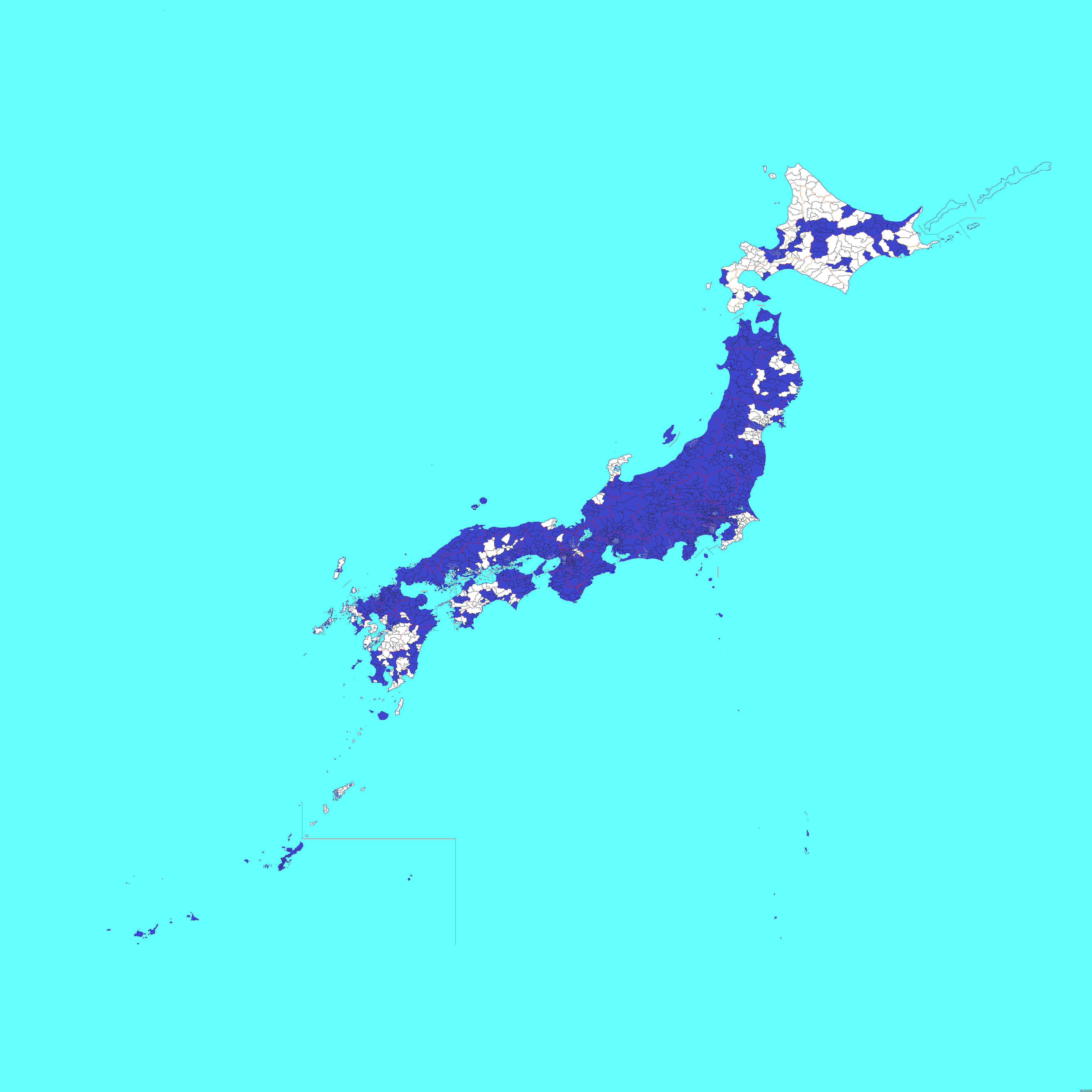
Bản đồ các phân khu của Nhật Bản cấp giấy chứng nhận kết hôn cho các cặp cùng giới.
Công nhận giấy chứng nhận kết hôn cho các cặp cùng giới
Không cấp chứng nhận kết hôn

Vào ngày 1 tháng 4 năm 2015, phường Shibuya ở trung tâm Tokyo tuyên bố sẽ cung cấp giấy chứng nhận hợp tác đặc biệt cho các cặp cùng giới (tiếng Nhật: パートナーシップ宣誓制度) được tuyên bố là tương đương với hôn nhân. Mặc dù các giấy phép này không được công nhận hợp pháp là giấy chứng nhận kết hôn, chúng vẫn là một công cụ hữu ích trong các vấn đề dân sự như quyền thăm bệnh viện. Văn phòng phường Shibuya bắt đầu nhận đơn vào ngày 28 tháng 10 năm 2015.
Để đáp lại hành động này của văn phòng phường Shibuya, "Ủy ban đặc biệt bảo vệ các mối quan hệ gia đình" (家族の絆を守る特命委員会, kazoku no kizuna wo mamoru tokumei iinkai) của Đảng Dân chủ Tự do đã được thành lập vào tháng 3 năm 2015 để thảo luận về vấn đề này. Một viên chức của Bộ Tư pháp được mời bình luận đã tuyên bố rằng hành động của Shibuya là hợp pháp vì giấy chứng nhận được cấp không phải là giấy chứng nhận kết hôn và luật pháp hiện tại của Nhật Bản không cấm "quan hệ bạn đời" của các cặp cùng giới.
Vào tháng 7 năm 2015, phường Setagaya của Tokyo tuyên bố sẽ tham gia cùng Shibuya để công nhận kết hợp dân sự từ ngày 5 tháng 11 cùng năm. Vào ngày 30 tháng 11 năm 2015, thành phố đặc biệt Takarazuka, nằm ở tỉnh Hyōgo, tuyên bố sẽ cấp giấy chứng nhận kết hôn cho các cặp cùng giới, bắt đầu vào ngày 1 tháng 6 năm 2016. Vào tháng 12 năm 2015, thành phố Iga ở tỉnh Mie đã đưa ra một thông báo tương tự với các chứng chỉ bắt đầu từ ngày 1 tháng 4 năm 2016. Vào ngày 22 tháng 2 năm 2016, Naha, thủ phủ của tỉnh Okinawa, tuyên bố sẽ bắt đầu cấp giấy chứng nhận hợp tác cho các cặp cùng giới vào ngày 8 tháng 7 năm 2016, khiến nó trở thành thành phố cốt lõi đầu tiên ở Nhật Bản công nhận các cặp cùng giới.
Vào tháng 4 năm 2016, một nhóm quyền LGBT đã bắt đầu một chiến dịch để công nhận chính thức các cặp cùng giới ở Sapporo, thủ phủ của tỉnh Hokkaido. Nhóm đã đệ đơn kiến nghị lên Chính quyền thành phố Sapporo vào tháng 6 năm 2016. Vào tháng 12 năm 2016, các quan chức đã thông báo rằng Sapporo đã lên kế hoạch để đưa ra các hướng dẫn vào tháng 3 năm 2017. Vào tháng 3, Chính quyền Thành phố đã thông báo rằng giấy chứng nhận hợp tác sẽ được cấp cho các cặp vợ chồng, bắt đầu từ ngày 1 tháng 6 năm 2017. Nó sẽ cho phép các cặp vợ chồng trở thành người nhận tiền bảo hiểm nhân thọ của nhau, trong số các lợi ích khác. Theo thành phố, khoảng 1.500 người bày tỏ ý kiến chào đón chương trình, trong khi một số người phản đối. Sapporo trở thành thành phố được chỉ định đầu tiên ở Nhật Bản công nhận các cặp cùng giới.
Vào ngày 14 tháng 2 năm 2018, Chính quyền thành phố Fukuoka đã công bố kế hoạch bắt đầu cấp giấy chứng nhận kết hôn cho các cặp cùng giới và khác giới từ ngày 2 tháng 4 năm 2018. Osaka theo sau vào ngày 9 tháng 7 năm 2018, và Chiba đã công bố kế hoạch bắt đầu công nhận tất cả các cặp vợ chồng chưa kết hôn từ ngày 1 tháng 4 năm 2019.
Phường Nakano ở Tokyo bắt đầu cung cấp giấy chứng nhận hợp tác vào tháng 8 năm 2018. Các cặp vợ chồng có thể nhận được tài liệu công chứng công nhận thỏa thuận ủy quyền điều trị y tế và chăm sóc điều dưỡng, quản lý tài sản và các lĩnh vực khác mà các cặp vợ chồng chia sẻ trách nhiệm. Vào tháng 9 năm 2018, Toshima tuyên bố sẽ theo dõi bắt đầu vào tháng 2 năm 2019.
Vào tháng 11 năm 2018, các thành phố Fuchū, Kumamoto và Yokosuka đều công bố kế hoạch bắt đầu công nhận các cặp cùng giới. Hai người trước đây dự kiến sẽ bắt đầu thực hiện các hệ thống hợp tác của họ vào ngày 1 tháng 4 năm 2019, trong khi đó, của Yokosuka sẽ có hiệu lực vào tháng 5 năm 2019.
Các biện pháp cho phép chứng nhận kết hôn cùng giới hiện đang được xem xét ở Saitama và Yokohama, và đã được đề xuất ở nhiều khu vực, bao gồm các phường Tokyo của Arakawa, Bunkyō, Chiyoda, Chūō, Katsushika, Kita, Kōtō, Nerima, Sumida, và Taitou, và các thành phố Abashiri, Hachiōji, Hannō, Iruma, Kamakura, Kawagoe, Kawasaki, Kazo, Moroyama và Sakado.

### Danh sách
- Shibuya, Tokyo (2015)
- Setagaya, Tokyo (2015)
- Iga, Mie (2016)
- Takarazuka, Hyōgo (2016)
- Naha, Okinawa (2016)
- Sapporo, Hokkaido (2017)
- Fukuoka, Fukuoka (2018)
- Osaka, Osaka (2018)
- Nakano, Tokyo (2018)
- Toshima, Tokyo (2019)
- Chiba, Chiba (2019)
- Fuchū, Tokyo (2019)
- Kumamoto, Kumamoto (2019)
- Yokosuka, Kanagawa (2019)

### Thống kê
Cặp đôi đầu tiên nhận được giấy chứng nhận kết hôn là Koyuki Higashi và Hiroko Masuhara ở Shibuya. Họ đã được chúc mừng bởi Thị trưởng Ken Hasebe. Vào ngày 5 tháng 11 năm 2015, ngày Setagaya bắt đầu công nhận kết hợp dân sự, 8 cặp vợ chồng đã đến văn phòng phường Setagaya để xin giấy chứng nhận kết hôn.
Đến tháng 4 năm 2017, 17 cặp cùng giới đã được cấp giấy chứng nhận kết hôn tại Shibuya.
Đến cuối tháng 11 năm 2018, đã có 319 kết hợp dân sự được chính thức công nhận; 81 ở Setagaya, 69 ở Osaka, 59 ở Sapporo, 34 ở Fukuoka, 31 ở Shibuya, 25 ở Naha, 14 ở Nakano, 4 ở Iga và 2 ở Takarazuka. Lưu ý rằng Osaka, Fukuoka và Sapporo cũng cung cấp các đăng ký hợp tác này cho các cặp đôi khác giới.